# 小行星9026
小行星9026（英語：9026）是一颗围绕太阳公转的小行星。1988年9月16日，舒爾特·巴斯在托洛洛山发现了此天体。
这颗小行星的绝对星等为231.69493等。